# جيمس إم. لوغان
جيمس إم. لوغان (بالإنجليزية: James M. Logan)‏ هو عسكري أمريكي، ولد في 19 ديسمبر 1920 في McNeil, Travis County, Texas ‏ في الولايات المتحدة، وتوفي في 9 أكتوبر 1999.